# Paul Epworth
Paul Epworth (* 25. Juli 1974 in London) ist ein britischer Musikproduzent und Songwriter.

## Leben
Von 2002 bis 2004 war Epworth Sänger und Gitarrist der Band Lomax.
Epworth wurde bekannt für seine Remix-Arbeiten unter dem Namen Phones. Er begann 2004 Aufmerksamkeit mit seiner Arbeit an dem Bloc-Party-Song Banquet zu gewinnen. Seither hat er Remix-Arbeiten für New Order, U2, Sean Combs, Goldfrapp, Simian Mobile Disco, The Streets, Tom Vek, Death from Above 1979, Annie und Nine Inch Nails bereitgestellt.
Anfang 2006 begann Paul Epworth Musik unter einem anderen Pseudonym, Epic Man, zu produzieren. Seine Debütsingle More Is Enough, welche er mit Plan B aufnahm, wurde dem Soundtrack für Need for Speed: ProStreet zur Verfügung gestellt und wurde später bei Epworths Plattenlabel Good & Evil Records, einer Tochtergesellschaft von 679 Recordings, veröffentlicht.
In den Jahren 2004–2005, produzierte Epworth eine Anzahl von Veröffentlichungen, die von Kritikern gelobt wurden, unter anderem Silent Alarm von Bloc Party und A Certain Trigger von Maxïmo Park, die beide für den Mercury Music Prize nominiert wurden. Er produzierte das Debütalbum Made of Bricks von Kate Nash und schrieb die Single Foundations mit. Er produzierte und schrieb Songs mit und für Florence + the Machines Debütalbum Lungs, darunter die Single Rabbit Heart (Raise It Up) zusammen mit den Album Songs Howl, Cosmic Love, Hurricane Drunk und Blinding. Im Februar 2010, gewann Epworth einen BRIT Award / Music Producer’s Guild Award für „Producer of the Year“. Er produzierte und schrieb mit Adele die Songs Rolling in the Deep (aus ihrem Album 21) und Skyfall. Letzterer war der Titelsong des Films James Bond 007: Skyfall. Er wurde dafür sowohl mit einem Oscar als auch mit einem Grammy Award für den besten Filmsong ausgezeichnet.
Er arbeitete für Adele, CeeLo Green, Coldplay, Florence + the Machine, Paul McCartney, Plan B, Friendly Fires, Bloc Party, Primal Scream, The Rapture, Jack Peñate, Kate Nash und Maxïmo Park. 2020 erschien Paul Epworths Debütalbum Voyager.